# 薩拉托加號航空母艦 (CV-60)
薩拉托加號航空母艦（USS Saratoga，CVB/CVA/CV-60），是美国海军福莱斯特級二号舰，该级舰于50年代建造，属于常规动力的超级航母第一个服役的舰级。「薩拉托加號」是同名美国军舰中的第六艘，也是第二艘同名航空母艦，为纪念美国独立战争中的薩拉托加戰役。

## 實戰
该舰于1956年服役，大部分时间在地中海度过，但也曾参与越战和海灣戰爭。

## 退役
薩拉托加號已於1994年退役，现存放于罗德岛州的纽波特港，其未来去向有多种不成功的尝试，比如改建成博物馆，至今处理方案仍未定。
2014年5月8日海軍與ESCO船舶公司（ESCO Marine）商定，以象徵性的1美分拆解並回收退役的薩拉托加號（The USS Saratoga），它是7萬8千噸的福萊斯特級（Forrestal-class）航空母艦。
ESCO公司除了要拆解和回收，還必須將船從羅德島拉回德州布朗斯維爾（Brownsville），而只能夠獲得象徵性的合約最低價格1美分，以及賣掉廢金屬之後所能換得的錢。
薩拉托加號其實是第二艘被拖到布朗斯維爾報廢的福萊斯特艦。去年已經由全明星金屬公司（All Star Metals）處理了第一艘。海軍還計畫很快把第三艘福萊斯特艦獨立號拖來，交給國際拆船股份有限公司（International Shipbreaking Ltd）。